# بلدة بوغمان (مقاطعة وين)
بلدة بوغمان هي واحدة من ستة عشر بلدة في مقاطعة واين، أوهايو، الولايات المتحدة. وجد تعداد عام 2000 أن هناك 4699 شخصًا في البلدة، يعيش 2873 منهم في الأجزاء غير المدمجة من البلدة.

## روابط خارجية
- واين مقاطعة خريطة البلدة
- موقع المقاطعة